# Ludwig Franzius

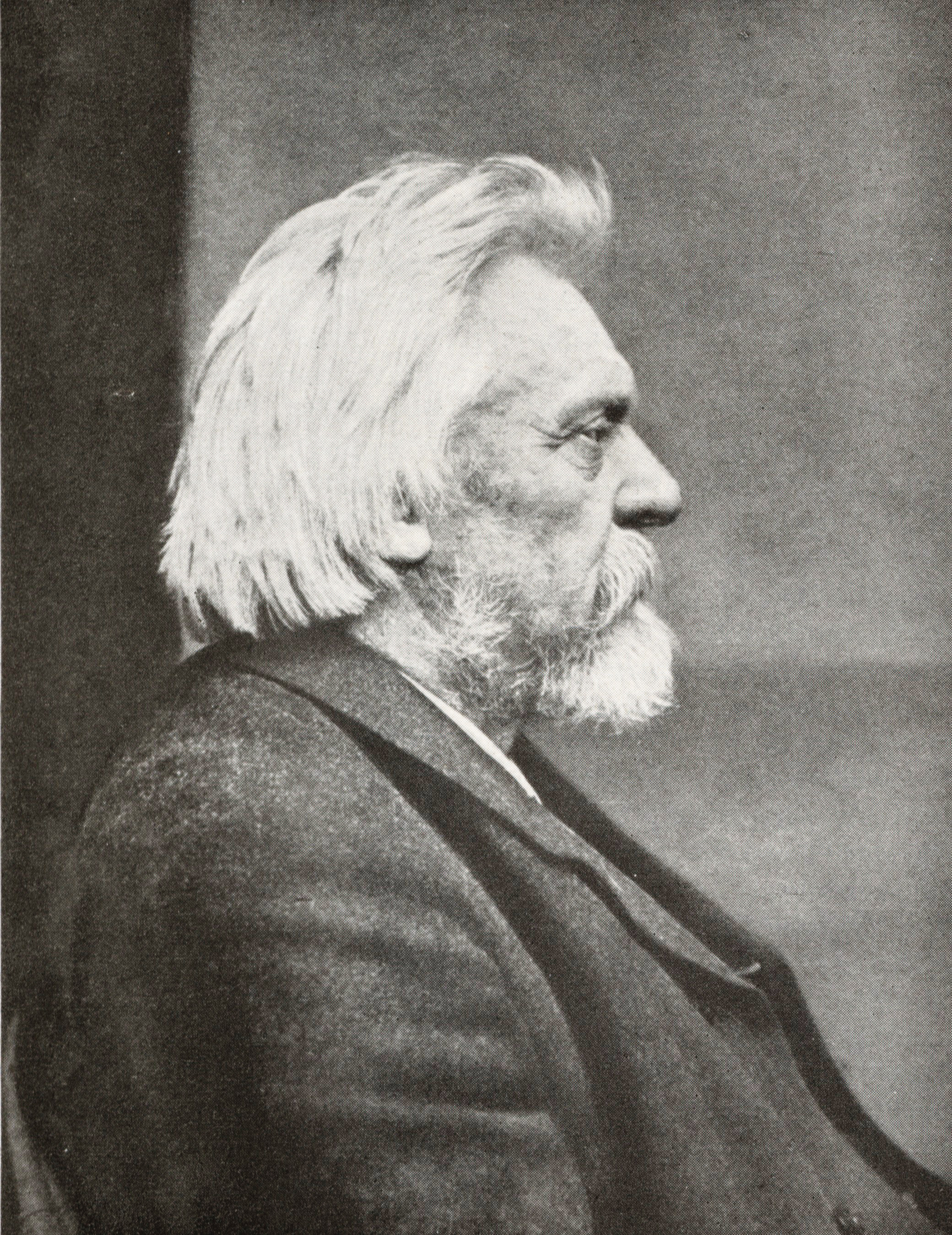
Ludwig Franzius

Ludwig Franzius (Wittmund, Oost Friesland, 1 maart 1832,  Bremen, 23 juni 1903) was een Duits waterbouwkundig ingenieur die, als directeur gemeentewerken van Bremen, de aanpassing van de Weser ontwierp en leidde tot het succesvolle einde. Hij is verantwoordelijk voor de ontwikkeling van de moderne Bremer zeehavens. Met zijn tien jaar jongere broer Georg Franzius schreef hij rapporten over de oostelijke monding van het Kaiser Wilhelm-kanaal en de regulering van de benedenloop van de Donau.

## Familie
Franzius grootvader was de waterbouwkundige en domeinraad Johann Nikolaus (Jan Niclas) Franzius (1761-1825) uit Aurich. Zijn ouders waren Carl Egbert Franzius (1798–1884) en Charlotte Friederica Bütheister. Zijn broer Georg Franzius werd ook ingenieur en waterbouwkundige. Een oom van hem, Enno Ludwig Franzius, was burgemeester van Norden. Zijn neef Otto Franzius (1877-1936) was waterbouwkundige en oprichter van wat later het Franzius Instituut voor waterbouwkunde ging heten.
Hij trouwde met Caroline Elisabeth Marie Uslar (1835-1902), een dochter van een koopman uit Harburg, Georg Heinrich Wilhelm Uslar. Het echtpaar had vier zonen en twee dochters, waaronder Franz Franzius, de derde waterbouwkundige in het gezin. De zoon Hans Franzius (1874-1948) werd een architect, ging naar Düsseldorf, ontwierp en verbouwde daar woonhuizen en de bijbehorende interieurs.

## Opleiding en werk
Franzius bezocht het Gymnasium Ulricianum  in Aurich. Van 1848 tot 1853 studeerde hij aan de Polytechnische School, (tegenwoordig de Gottfried Wilhelm Leibniz Universität) in Hannover. Vervolgens werd hij Pruisisch ambtenaar en werkte van 1853 tot 1867 op verschillende locaties in het noordwesten van Duitsland; in het waterbeheer van de Elbe en bij het bouwen van een schutsluis. In 1864 werd hij een warterbouwkundig-inspecteur in Osnabrück. In 1865 was hij een referendaris voor waterbouwkunde bij de Landdrostei (administratief district) van de provincie Hanover. In 1867 werd hij benoemd tot hoogleraar waterbouwkunde aan de Berlijnse Hogeschool voor bouwkunde.In die tijd heeft hij veel gereisd, onder andere naar Parijs, Egypte (Suezkanaal), Wenen, Engeland en Schotland.

## Directeur openbare werken in Bremen (Oberbaudirektor)
Op 1 april 1875 bracht persoonlijke ziektegevallen in Berlijn hem er toe om de functie van directeur openbare werken te aanvaarden als de hoogste bouwofficier in Bremen. Hij begon met als belangrijkste hoofdtaak voor de implementatie van de Wesercorrectie, het normaliseren van de vaarweg over de Weser van zee naar Bremen. In 1878 werd hij lid van de Commissie voor de Wesercorrectie en in 1881 presenteerde hij een plan dat voorzag in een verdieping van de Weser met een ontwerp tot 5 meter. De ervaringen van een vloed van de Weser uit 1880/1881 hadden ook invloed op de voorbereidingen van het structurele project. Van 1883 tot 1886 vonden de eerste maatregelen plaats met het doorsteken van de langen Bucht. Bovendien ontving hij de opdracht voor de aanleg van de vrijhaven van de stad. Van 1885 tot 1888 werd een eerste havenbekken gemaakt op de Stephanikirchweide. Het eigenlijke werk aan de Wesernormalisatie begon in 1887 duurde tot 1895. Bij de plannen hiervoor heeft hij sterk gebruik gemaakt van het werk van Pieter Caland voor de Nieuwe Waterweg. Hij heeft daar nauwelijks aan gerefereerd, wat leidde tot commentaar hierover door Johan Welcker op het scheepvaart congres van 1892 in Parijs.
Franzius heeft nu een aantal plannen ontworpen voor verschillende havenuitbreidingen, sloten, bruggen en kanalen. Zijn technische prestaties werden ver buiten Bremen bekend en brachten hem wereldwijde reputatie en vele onderscheidingen. Hij verscheen als een expert in verschillende landen. Hij werd ook voorzitter van de architecten- en ingenieurs vereniging in Bremen.
De planning en bouw van het gemeentelijke Städtischen Museums für Natur-, Völker- und Handelskunde, geopend in 1896, tegenwoordig Übersee-Museum, coördineerde Franzius in samenwerking met zijn planners, de architect Ludwig Beermann en Heinrich Flügel van de bouwinspectie en het museumdirecteur Hugo Schauinland.
Franzius werd begraven in 1903 op de Riensberg Begraafplaats in Bremen
Na zijn dood werd hij opgevolgd door zijn voormalige assistenten en werknemers Hermann Bücking tot 1915 en Eduard Suling tot rond 1922.

## Erkenning

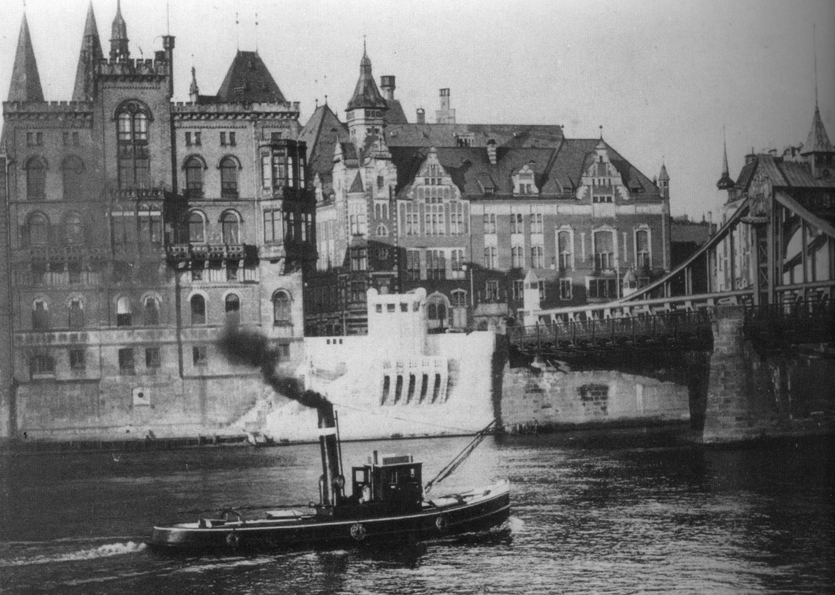
Het monument bij de keizer Wilhembrug in 1908

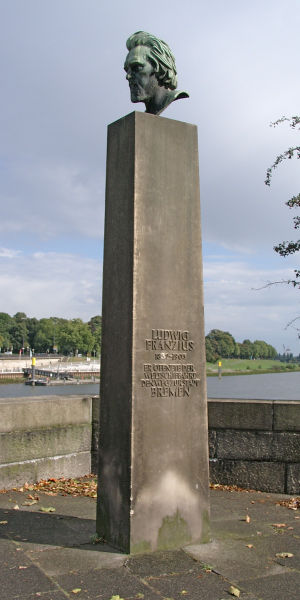
Ludwig-Franzius monument van Georg Roemer

- In 1900 creëerde Adolf Brütt het marmeren portretmedaillon, wat te zien is in het Focke Museum in Bremen voor de 25e verjaardag van de dienst.
- Een ongedateerde bronzen buste door Hans Laubner (1884–1968), die waarschijnlijk na 1950 werd gemaakt, wordt daar ook tentoongesteld.
- Hij ontving de Bremer gouden eremedaille in 1903.
- In 1905 kreeg Fritz Schumacher de opdracht om Franzius te eren met een gedenkteken, dit werdop de grote Weserbrug ingehuldigd in 1908. Het bronzen borstbeeld van Georg Roemer werd een slachtoffer van de metaalinbeslagname in 1942. In 1959 moest de stenen gedenkplaat plaatsmaken voor de nieuwbouw van Kühne en Nagel.
- In 1962 werd het bronzen borstbeeld op Franziuseck, niet ver van de keizer Wilhelmbrug, op een zandsteenbasis geplaatst.[1] )
- De replica van een Weser-aak uit de 19e eeuw, de Weserkahn Franzius, draagt ook zijn naam.
- Van 1964 tot 1988 werkte de sleephopperzuiger Ludwig Franzius aan het waterwegbeheer op de Weser (van 1989 tot 2003 als een Abu Adil in de Perzische golf). Een 1:50 schaalmodel is te vinden in het Unterweser scheepvaartmuseum
- In Franziuseck in Bremen tussen de Weser en de Kleiner Weser, was zijn door oorlog getroffen huis.
- In 2009 werd een plein Ludwig-Franzius-Platz genaamd in een Bremense wijk, de “überseestadt” in de Europahaven.
- Het Franzius Instituut voor Waterbouwkunde van de Universteit van Hannover is naar hem vernoemd. Zijn neef Otto Franzius was daar van 1913-1936 directeur en oprichter. Vanwege het nazi-verleden van de Otto werd het instituut in 2016 expliciet naar Ludwig vernoemd en niet naar Otto.

- Gemeinsame Normdatei: 118535064
- International Standard Name Identifier: 0000 0001 0880 8539
- Nationale Bibliotheek van Tsjechië: xx0193878
- Istituto Centrale per il Catalogo Unico: CUBV058679
- Système universitaire de documentation: 195454359
- Virtual International Authority File: 25393886
- WorldCat: E39PBJyMgf67hgQCfrvDcfkYyd